# Peslières
Peslières ist eine französische Gemeinde im Département Puy-de-Dôme in der Region Auvergne-Rhône-Alpes (vor 2016 Auvergne) mit 54 Einwohnern (Stand 1. Januar 2022). Die Gemeinde gehört zum Arrondissement Issoire und zum Kanton Brassac-les-Mines (bis 2015 Jumeaux).

## Geographie
Peslières liegt etwa 46 Kilometer südsüdöstlich von Clermont-Ferrand. An der nordwestlichen Gemeindegrenze verläuft das Flüsschen Cé. Umgeben wird Peslières von den Nachbargemeinden Sainte-Catherine im Norden, Saint-Germain-l’Herm im Nordosten, Fayet-Ronaye im Osten und Südosten, Saint-Martin-d’Ollières im Süden, Valz-sous-Châteauneuf im Südwesten sowie Champagnat-le-Jeune im Westen und Nordwesten.

## Bevölkerungsentwicklung
| Jahr                       | 1962 | 1968 | 1975 | 1982 | 1990 | 1999 | 2006 | 2013 |
| Einwohner                  | 100  | 75   | 67   | 65   | 66   | 54   | 65   | 72   |
| Quellen: Cassini und INSEE |      |      |      |      |      |      |      |      |

## Sehenswürdigkeiten
- Gotische Kirche Décollation-de-Saint-Jean-Baptiste

## Weblinks

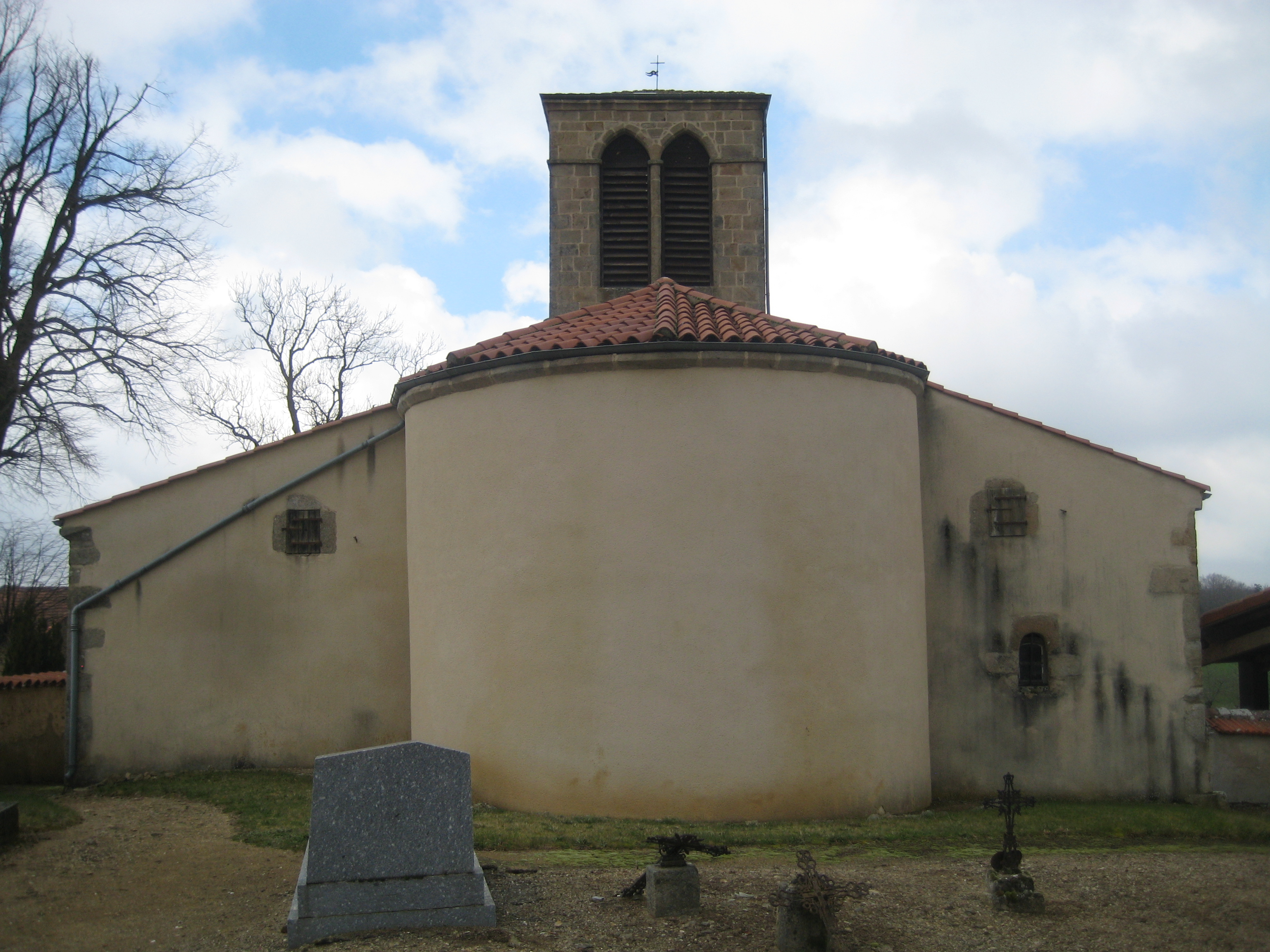
Kirche Décollation-de-Saint-Jean-Baptiste